# 相撲節会
相撲節会（すまひのせちえ）とは、奈良・平安時代にかけて行われた宮中の年中行事。射礼や騎射（後に競馬）と並んで「三度節」とも呼ばれた。

## 起源
宮中で相撲が行われた最古の記録は、垂仁天皇7年（紀元前23年）7月に怪力との誉れ高い野見宿禰と当麻蹶速が召されて相撲をとった。結果は、野見が当麻の腋骨と腰を折って殺し、その所領を下賜されたという。
記紀にも相撲に関する記事が多く見られ、皇極天皇元年（642年）7月に健児に命じて相撲を取らせた記述を含め、相撲自体は古くから行われていることは確実であるが、相撲節会の正確な起源は史料の不足により明らかになっていない。養老3年（719年）に抜出司（相撲司の前身）が任命されていることから、この頃には何らかの形で宮中での相撲が相当頻度で行われていたものと思われる。相撲節会と考えられる天覧相撲の初例は、聖武朝の天平6年7月7日（734年8月10日）である。この期間の相撲に関する記述は7月に偏っていることから、7月開催が慣例として固まっていたと思われる。7月7日は七夕の歌会が行われており、相撲節会は当初はこれに合わせて開催されていた。
相撲は元々神事、あるいは七夕の行事に付属した余興の一つとされていたが、時代が下るにしたがってより実際的な意味を帯びてくる。延暦11年（792年）、桓武天皇は律令制の徴兵制が機能不全となっていたのを改め、健児の制がはじまった。朝廷は健児の強化を督促したが、その手段として相撲技の訓練が取り入れられていた。健児の中でも選りすぐりの強者が宮中の守護に貢進されており、地方官が対象者を任地に囲い込んだ時には、違勅として勅命で免職されるなど厳しい措置が取られた。弘仁12年（821年）には相撲節会が単独で内裏式中に加えられた。天長元年7月7日（824年8月5日）に平城上皇が崩御したことにより7月7日が国忌の日となり、7月16日に期日変更されて完全に七夕の諸行事から独立する。天長10年（833年）の詔勅には「相撲の節はただに娯遊にあらず、武力を簡練する最もその中にあり」とある。貞観11年（866年）には節会の管理が式部省から兵部省に移管された。

## 式次第と勝負判定
相撲をとる相撲人は、通常20組40名（時代が下ると17組34名）であり、左方、右方をそれぞれ左右近衛府が諸国に部領使（ことりつかい）を派遣して選抜、相撲人の世話を手配し、取組の順番も選考する。節会の事務統括には相撲司がその都度組織されて、その別当には例年皇族が就任する。
節会当日は、文武官が陪覧する中で披露される。取組は現在のような立合いではなく、立ったまま姿勢をとり（練歩）、声をかけて（息を合わせて）組み合ってはじまる（手合）。勝負が決まると勝方は大声で喧嘩（さわがしく囃し立てること）をし、「立会舞」を披露する。同体などで勝負が不明の時、あるいは負方の近衛中将が「論」（物言い）を申し立てた場合には、両近衛大将や公卿などが協議を行い、それでも決しない時は天皇による裁定（天判）がくだる。また、取組が長引いた時には打ち切らせ、次の取組に移る。故障の際には「障り」を申告することもできたが、これは申告が余りにも多すぎて、認められずに取組を続行させられ、一人で何度も申告した例がある。このような時には勝負はつかずに「持」（無勝負、引き分け）扱いになる。
20番の内最初の3番は占手、垂髪（うない）、総角（あげまき）と呼ばれ、幼児や少年が選抜された（後にこれがなくされ、17番になる）。更に最後の相撲人は「最手」（ほて）、「腋」と呼ばれ、後の大関、関脇の基になったとされる。

### 付随する行事
御前の内取
相撲人は召集後、それぞれの近衛府の世話で内取（稽古）を行うが、後に宮中で内取を行い、天皇に披露する慣例が生まれた。通常、本番の2日前に左右別々に行われた。
還宴（かえりあるじ）
節会の終了後、大将が片屋の職員や相撲人を自邸で饗宴する。それぞれに禄が賜われることもある。
抜出、追相撲
節会の翌日に開催。前日の相撲で健闘した力士の取組や、前日「持」になった取組のやり直しなどが行われる。
臨時相撲
不定期に開催。8月に行われ、まだ都にとどまっている相撲人や、滝口武者や蔵人の選抜らに相撲をとらせる。
童相撲
不定期に開催。少年による相撲。初例は貞観3年（861年）で、当時最年少で即位した清和天皇（当時11歳）のために特別に組まれたものと思われる。やがて幼帝や皇太子の天覧、台覧に合わせて行われるようになる。
布引
余興の協議。布一端をとらしてなえ合わせて綱とし、これで綱引きをさせる。勝者にはその布が与えられる。
相撲人御覧
相撲をとらせず、たんにその体格を観ること。

## 衰微と廃絶
時代が下るにつれて職員の充実、式次第の整備、更に付随する行事の創設などによりより優雅な宮中行事となってゆくが、やがて健児の制の一環という本来の目的は薄れ、毎年同じ相撲人が選出されるなど職業化が進んだ。11世紀半ばに御所で火災が相次ぎ、里内裏が一般化するとともに相撲節会の儀式の簡素化、縮小化がはじまる。白河上皇は盛んに節会を行ったが、12世紀前期は僧兵の出現などで平安京の治安が悪化して、保安3年（1122年）を最後に永らく停止される。後白河天皇の保元3年（1158年）に再興したが平治の乱により再び中絶、承安4年（1174年）に1回のみ再興したが、これが宮中行事としての相撲節会の最後となった。
以降後鳥羽天皇が復興をめざして故実の調査を命じた。また、正親町天皇の時に相撲天覧が行われたと吉田司家の史料に見えるが、確証はない。相撲はその後、各地の神社における神事相撲、武士の鍛錬としての武家相撲、さらに今日に続く民間の勧進相撲へと受け継がれてゆく。